# جان لاف
جان لاف هي عالمة أنثروبولوجيا اجتماعية تضع نظرية التعلم على أنها مشاركة متغيرة في الممارسات المتغيرة المستمرة. تتحدى أعمالها النظريات التقليدية للتعلم والتعليم.